# 福安市
福安市（ふくあん-し）は中華人民共和国福建省に位置する省直轄の県級市であり、しばらくの間、寧徳市の代理管轄下に置かれている。

## 歴史
1245年（淳祐5年）、長渓県西部に新たに福安県が設置される。1989年に県級市に昇格し現在に至る。

## 行政区画
下部に4街道、13鎮、2郷、3民族郷を管轄する
- 街道
  - 城南街道、城北街道、陽頭街道、羅江街道
- 鎮
  - 賽岐鎮、穆陽鎮、上白石鎮、潭頭鎮、社口鎮、暁陽鎮、渓潭鎮、甘棠鎮、下白石鎮、渓尾鎮、渓柄鎮、湾塢鎮、城陽鎮
- 郷
  - 范坑郷、松羅郷
- 民族郷
  - 坂中シェ族郷、穆雲シェ族郷、康厝シェ族郷

## 交通

### 鉄道
- 中国国家鉄路集団
  - 温福線
    - 福安駅

### 道路
- 高速道路
  -  瀋海高速道路
  -  寧上高速道路（中国語版）
  -  甬莞高速道路（中国語版）
  -  溧寧高速道路（中国語版）
- 国道
  - G104国道（中国語版）
  - G228国道
  - G353国道（中国語版）